# Hypatios (Bithynien)
Hypatios, griechisch Ὑπάτιος, (* um 366 in Phrygien; † 30. Juni oder 17. (Gedenktag) Juni 446 bei Chalkedon) war ein Abt des Klosters Ruphinianai (deutsch auch Rufinianä) in Bithynien und ein Heiliger.

## Leben
Hypatios entfloh seinem Elternhaus und begab sich um 400 in das klösterliche Leben. Im Jahr 406 stellte er das zerfallene Kloster in Ruphinianai bei Chalkedon wieder her, dem er dann als Abt vorstand. Der völlige Gehorsam der  Mönche im Kloster war ihm ein wichtiges Anliegen. Er kümmerte sich auch um die Seelsorge an den Laien außerhalb des Klosters;  sie lehrte er die wahre Gottesfurcht. Sein Schüler Kallinikos verfasste um 450 über ihn eine Heiligenvita, die auch als bedeutende historische Quelle gilt. 
Im Mittelalter gab es den Brauch, über schädliche Tiere ein dem Hypatios zugeschriebenes Gebet zu beten.